# 신경선 (무술가)
신경선(1933년 ~ )은 한국 유도의 사범이자 미국 유도의 선구자다. 그는 유도에서 8단을 보유하고 있으며, 가라테에서 역시 단을 보유하고 있다.
그는 1933년 경성부에서 태어났다. 1943년에 무술 훈련을 시작했으며 고등학교 때는 육상 선수였다. 한국전쟁 중에는 대한민국 육군 특수학생대대에서 복무했다. 또한 그는 약사가 아니었지만 한국에서 약국을 소유하고 있었으며, 홍익대학교에서 영문학을 전공하기도 했었다.그는 그곳에서 2년차인 1958년 전국 대학 선수권 대회에서 기관의 유도 팀 주장을 맡았었다.
그는 1960년경 제약회사에 취직하기 위해 미국으로 이민을 갔다. 그는 처음에 일리노이로 가서 조지아에서 인문학을 공부했고(그는 그곳에서 극진 가라테의 창시자인 동료 한국인 최영의를 만나 친구가 되었다가 1963년에 일리노이로 돌아왔다. 그는 시카고 대학교에서 시간제로 회계학을 공부했고, 이 무렵 미래의 아내가 될 생화학 학생이자 유도 수련생인 샌디 해밀턴을 만났다. 당시 그녀는 1단이었다.
그는 1963년에 무예학원을 설립하고 유도잡지를 발간하기도 했다. 유도 외에도 신씨는 태권도 와 합기도 도 가르친다. 1967년경 서울을 방문해 국제태권도연맹 창시자인 최홍희와 시카고 태권도대회 개최 가능성을 논의했고 1977년 제3회 세계태권도선수권대회 조직위원을 지냈다.  그는 김대식과 함께 유도(1977)라는 책을 공동 집필했다.